# Strukturale Medienbildung
Strukturale Medienbildung ist der Entwurf eines Bildungskonzeptes, das auf der strukturalen Bildungstheorie Winfried Marotzkis aufbaut. Zusammen mit Benjamin Jörissen verfasste Marotzki das Buch Medienbildung – Eine Einführung (2009), das klassische bildungstheoretische Überlegungen der Moderne mit Diskursen der Bild- und Filmtheorie sowie Internationaler Internetforschung verbindet.
Das Forschungsprogramm und das Studienangebot der Strukturalen Medienbildung wurde von Winfried Marotzki und Kollegen in Form des konsekutiven BA- und MA-Studiengangs Medienbildung: Audiovisuelle Kultur und Kommunikation an der Otto-von-Guericke-Universität Magdeburg (OVGU) etabliert.
Bei der Konzeption gingen die Autoren davon aus, dass Sozialisation in der Moderne grundlegend und unhintergehbar medial erfolgt.

## Bildungstheoretische Grundlagen
Die Autoren haben für die strukturale Bildungstheorie/Medienbildung einen Bildungsbegriff entwickelt, der in der Unterscheidung von dem Begriff der „Ausbildung“ (als ein auf Wissen bezogenes oder auf ein praktisches, auf Können abzielendes Lernen) bestimmt wird.
Bildung in der als Postmoderne bezeichneten Gegenwart erschöpft sich nicht in der Aneignung eines allgemeingültigen, festgelegten Kanons. Diese bildungsbürgerliche Vorstellung von Bildung ist durch historische Krisenerfahrungen gestört, etwa aus Industrialisierung und Massenverarmung, Kolonialismus, Weltkriege.
Diese gesellschaftlichen Krisenerfahrungen machten es unumgänglich, auch über eine „Erziehung zur Mündigkeit“ hinaus einen Bildungsbegriff zu entwickeln, der nicht auf einen verinnerlichten Kanon, sondern auf Mündigkeit und moralische Autonomie abzielt, auf ein Welt- und Selbstverhältnis, das nur vom Subjekt ausgehen könne.
Die Strukturale Bildungstheorie und strukturale Medienbildung stützen sich in diesem Sinne auf eine formale Bildungstheorie, in Unterscheidung zur materialen Bildungstheorie. Das Ziel einer formalen Bildungstheorie liegt nicht in Inhalten, sondern in der Form der Selbst- und Weltbeziehung. Ein modernes Bildungsverständnis geht nach Jörissen und Marotzki nicht von bestimmten Bildungsinhalten aus, sondern beschreibe vielmehr die „strukturalen Aspekte von Bildung“ (Flexibilisierung, Dezentrierung etc.)
Am Bildungsverständnis Wilhelm von Humboldts und anhand des Bildungskonzepts Wolfgang Klafkis stellen die Autoren den Bezug zur Gegenwart her.
Zudem stellen die Autoren den Anschluss an das Konzept der Kontingenz des Soziologen Anthony Giddens her. Zufälle, die in einem individualisierten Leben auftreten, können nicht durch umgreifende Orientierungsmuster mit Sinn versehen werden.
Im Anschluss an Wilhelm Heitmeyer unterscheiden die Autoren drei Krisentypen der Moderne:
- Strukturkrisen: Strukturwandel auf gesamtgesellschaftlicher Ebene wie Transformationsprozesse und Globalisierungsphänomene
- Regulationskrisen: Pluralisierung von Werten und Normen
- Kohäsionskrisen: Phänomene, die soziale Anerkennung, Zugehörigkeit und Bildung umfassen

Orientierungssysteme des Welt- und Selbstverhältnisses erscheinen zeitlich begrenzt, die Moderne zeichnet sich durch Diskontinuität aus. Durch fortschreitende Individualisierung muss der Sinn des Welt- und Selbstverhältnisses immer mehr vom Einzelnen erzeugt werden.
Diese Verhältnisse können nur mittels einer reflexiven Beziehung zu sich selbst hergestellt werden. Der Unbestimmtheit der Welt kann mit der Relativierung, der Vorläufigkeit des eigenen Standpunktes, der eigenen Weltsicht begegnet werden. Die Autoren sehen die Möglichkeit der Relativierung in einem „als-ob“ agierenden Selbst und Weltverhältnis, durch den Begriff der Tentativität beschreibbar. Demnach kann Bildung nicht länger ein Überführen von Unbestimmtheit in Bestimmtheit bedeuten. Die Herstellung von Bestimmtheit, der Aufbau eines notwendigen Fakten- und Orientierungswissens, muss Unbestimmtheitsbereiche ermöglichen und eröffnen.
Das formale Bildungsverständnis der Autoren wird durch eine begriffliche Trennung von Lernen und Bildung verdeutlicht:
Hierfür greifen sie auf das klassische Lernmodell von Gregory Bateson zurück. In Anlehnung an dieses Modell eröffnet sich die Unterscheidung von vier Ebenen, jeweils zwei Ebenen des Lernens (Lernen I und II) und zwei Ebenen der Bildung (Bildung I und II):
- Lernen I: Reiz-Reaktions-Muster
- Lernen II: Reiz-Reaktions-Muster unter Beachtung des jeweiligen Kontextes
- Bildung I: Konstruktionsprinzipien des Selbst- und Weltverhältnisses und der damit einhergehenden Dezentrierung des eigenen Weltbildes
- Bildung II: Steigerung des Selbstbezugs als Beobachter des eigenen Selbst

## Bildung in der Wissensgesellschaft
Der Entwicklung unserer Gesellschaft im Bezug zum Wissen, zur „Wissensgesellschaft“, muss in Bildungsprozessen Rechnung getragen werden. Der Einfluss von wissenschaftlichem Wissen spielt in fast allen Gebieten des Lebens eine einflussreiche Rolle. Die Formen des Wissens, die Formen des Wissenserwerbs, die Wissensvermittlung sind beeinflusst. Wissen gilt als bedeutendster Produktionsfaktor neben Arbeit, Kapital und Natur.
Die Autoren zitieren Helmut Willke, der von einem neuen Typ von Arbeiter spricht, dem Wissensarbeiter. Erwerbsarbeit ist überwiegend auf hohem Qualifikationsniveau zu haben.
Insofern bildet der Begriff des „lebenslangen Lernens“ eine nie stillstehende, stets zu erweiternde Lebensgrundlage.

## Dimensionen strukturaler Medienbildung
Die Autoren gehen davon aus, dass in der Begegnung mit den „Neuen Medien“ bereits Fähigkeiten und Einstellungen „wie Bereitschaft zu tentativer Erkundung des (noch) Unbekannten, Begegnungen mit (z. B. kulturellem) Anderem und Fremdem, Interesse am Erwerb neuer Interaktionsweisen und -muster“ erforderlich sind. Die „Wissenskluft“ hat sich zu einer „Partizipationshürde“ an der Teilnahme von medialen Räumen gewandelt. Medien bieten nicht mehr wegzudenkende eigene Lebenswelten an. Das Internet z. B. bietet vielfältige Möglichkeit zur Artikulation und Partizipation. Der Film bietet ein hohes Maß an reflexivem Potential. Hier werden „Fremdheitserfahrungen inszeniert, nachvollziehbar und reflektierbar gemacht“.
In Anlehnung an Immanuel Kant formulieren die Autoren vier grundlegende reflexive Orientierungsoptionen, deren Unterscheidung für die Analyse von Bildungspotenzialen in verschiedenen medialen Bereichen dienen. Sie bilden die Grundlage der strukturalen Medienbildung:
- Wissensbezug (Reflexion von Wahrnehmung, Kategorien des Wissens, Wissensproduktion und Wissenslagerung)
- Handlungsbezug (Reflexion von Handlungsoptionen, Bildung zur Verantwortung, Verhältnis des Einzelnen zu anderen, wissendes Handeln)
- Transzendenz- und Grenzbezug (Reflexion von Grenzen als Grundstruktur von Bildung, Körper und Technik, Kommunikationstechnologie und Biologie)
- Biographiebezug (grundlegendes Verständnis des Menschen, vom Menschen: Biographisierung über Bewertung, Ordnung, Strukturierung und Orientierung mittels Wertehierarchie; Such und Erprobungsprozess, nach Wilhelm Dilthey[Anm. 3]: „Lebenserfahrung“)

Die Fähigkeit zu Artikulationen des eigenen Selbst und die Fähigkeit, Artikulationen anderer verstehend anzuerkennen, bieten Möglichkeiten der gesellschaftlichen Teilnahme und Auseinandersetzung. Artikulation in Sprache, Bild oder Musik können Bildungsprozesse sichtbar machen, sie beinhalten ein hohes Bildungspotential.

## Filmtheoretische Grundlagen
Die strukturale Medienbildung erfasst die Formstrukturen der Medien. Denn die Form des Mediums bestimmt die Reflexionsmöglichkeiten, die ein Medium potentiell bieten kann bzw. die diesem bereits eingeschrieben sind. In dieser neoformalistischen oder strukturalen Konzeption steht die strukturale Medienbildung sowohl der Medientheorie McLuhans:
„Gesellschaften sind immer stärker von der Beschaffenheit der Medien, über die die Menschen miteinander kommunizieren, geformt worden, als vom Inhalt der Kommunikation“
als auch dem Russischen Formalismus nahe. In dieser literaturwissenschaftlichen Position wird der Form des Mediums das Primat eingeräumt: „Die Form bestimmt den Inhalt.“ Analysen nach dieser Theorie stellen formale Baustrukturen in den Vordergrund.

## Strukturale Filmanalyse
In ihrem Buch Medienbildung – Eine Einführung geben Jörrissen und Marotzki für verschiedene Medien ein Beispiel strukturaler Medienanalyse. Die Autoren erarbeiten ihre Analyse anhand filmsprachlicher Elemente aus den Kategorien
- Mise-en-scène
- Kinematographie
- Montage (Schnitt)
- Ton und Musik

Für das Medium Film haben die Autoren Ararat von Atom Egoyan analysiert. Im Zentrum der Analyse steht die Narrationsstruktur des Films, die auf vier Ebenen inszeniert wird. Durch diese Struktur bietet der Film Raum für Reflexion. Erzähltechnisch wird dies durch das Verschachteln der vier Ebenen, durch Modalisierung und Diskursivität erreicht. Der Film ist nach der Analyse der Autoren ein „geschickte(s) Arrangement von Erinnerungsarbeit.“
In der Anwendung filmisch motivierter Analysen in Bezug auf die Dimensionen Wissen, Handlung, Grenze, Biographie werden folgende Filme unter anderen näher betrachtet:
- Super Size Me (2003), Morgan Spurlock
- Die Vergessenen (1950), Luis Buñuel
- Scarface (1932), Howard Hawks
- Mein Leben ohne mich (2003), Isabel Coixet
- Die Zeit, die bleibt (2005), François Ozon
- Dekalog 1 (1989) und Dekalog 2 (1989), Krzysztof Kieślowski
- Sprich mit ihr (2002), Pedro Almodóvar
- Das weiße Rauschen (2001), Hans Weingartner
- Wilde Erdbeeren (1957), Ingmar Bergman
- Big Fish (2003), Tim Burton

In der Dimension „audiovisuelle Erinnerungsbilder“, Erinnerung als Bildungsdimension, leisten die Autoren einen vertieften Einblick in die Möglichkeit der strukturalen Analyse. Es werden von den Autoren exemplarisch zwei Filme analysiert. Einer detaillierten Analyse wird „Der Spiegel“ (1975) von Andrej Tarkowskij unterzogen. „Memento“ (2000) von Christopher Nolan findet als gegenwärtiges Beispiel Erwähnung.

## Visuelle Medien – Das Medium Bild
Seit einigen Jahren rückt der Zusammenhang von Bildlichkeit und Bildung verstärkt in den Blickpunkt bildungstheoretisch orientierter Diskussionen. Es geht dabei darum, sich den reflexiven Eigenwert von Bildern in Erinnerung zu rufen, entstehend aus der ikonischen Differenz zwischen materiellen und sinnhaften Aspekten des Bildes, auch ontologische Differenz benannt. Ein Bildinhalt/Bildobjekt kann nur mit einem Material, auf dem es sich befindet, erscheinen. Die mediale Seite ist hier der Bildträger. Der Bildträger wird zur Präsentation des Bildobjektes benötigt, ohne auf dieser Ebene eine Bedeutung zugeschrieben zu bekommen. Die Bedeutung des Bildes wird auf der innerbildlichen Ebene des Bildobjektes lokalisiert. Sinnzuschreibung erfolgt über die Decodierung des Bildinhaltes, diese kann je nach Kontext und Blickwinkel variieren, allerdings nicht beliebig. Der Sinn legt fest, wie ein Bildobjekt als Zeichen genutzt werden soll. Doch das Bildobjekt legt fest, was sein Sinn sein kann. Die bildungstheoretische und methodisch-methodologische Konsequenz daraus: Bilder weisen aus sich heraus ein reflexives Potential auf, und die bildungstheoretische Analyse visueller Objekte setzt notwendigerweise an den Bildobjekten selbst an.
Ein ideales Medium zur Dokumentation ist die Fotografie. Tagtäglich werden enorme Mengen dokumentarischer Bilder in verschiedenen Medien gezeigt und mit ihnen Selbst- und Weltbezüge transportiert und aufgezeigt. Anfänglich mit absolutem Authentizitätsgedanken und dem Status des Wissensmediums verbunden – Fotografie als Darstellung von Wirklichkeit –, erfolgte der Bruch mit der Einführung von Bildbearbeitungssoftware und damit einhergehender Bildmanipulation. Die Konsequenz aus erkenntnistheoretischer Sicht ist die Verminderung von Bestimmtheiten einhergehend mit der erhöhten Notwendigkeit reflexiver Rechtfertigungsstrategien.
Als Methode der bildungstheoretisch-strukturalen Bildinterpretation wird ein im Wesentlichen von Erwin Panofsky entwickeltes Modell benutzt.
Es enthält 4 Stufen der Bildauslegung:
1. Beschreibung der Objekte
  - rein beschreibende Identifikation der unmittelbar sichtbaren Bildgegenstände (-objekte)
  - Benennung von Phänomenen, Gegenständen, Personen, Ereignissen
  - strikte reflexive Kontrolle der kulturellen Bedeutungsgehalte
2. Ordnung der Objekte (ikonographische Analyse)
a. Erzeugung von Bedeutungshypothesen
  - Entschlüsselung der konventionellen Bedeutung von Bildgegenständen (erfolgt kulturvariant)
  - Herstellen von Zusammenhang und Ordnung der Dinge und Personen
  - Bestimmung des ikonographischen Themas (oft die Bildunterschrift)
  - Zuführung von historischen und kulturellen Wahrnehmungs- und Thematisierungsweisen zur Reflexion
  - Herausarbeitung der kulturellen Rahmung mit raum-zeitlicher Situierung des Bildes

b. Konstruktion von Sinnzusammenhängen
  - narrative Generierung des Sinnzusammenhanges
  - Entstehung der Bildstory mittels Herstellen kultureller Bedeutungen und sinnhafter Zusammenhänge
3. Inszenierung der Objekte (mise-en-scène)
  - Deutung des Bildsinns als innerbildlich, Ausklammerung allen außerbildlich Illustrierenden mittels folgender Analyseaspekte:

  - Setting (Landschaft, Räume, Hintergründe etc.)
  - Farbe und Licht
  - Staging (Einstellungsgrößen, Perspektive und Komposition)
4. bildungstheoretische Analyse der Selbst- und Weltreferenzen
  - Herausarbeitung des gesellschaftlichen Gehalts
  - Entschlüsselung der Selbst- und Weltreferenz mit den zugrunde liegenden Koordinaten
  - Entschlüsselung der Art und Weise der Artikulation von Gesellschaftlichem und Kulturellem im Bild im Sinne einer Zeitdiagnose aus Sicht eines Einzelnen

## Neue Artikulations- und Partizipationsräume des Internets
Mit der Einführung des Internets 1991 und dessen Weiterentwicklung zu einem multimedialen, interaktiven und mit Web 2.0 partizipativen Medium haben die klassischen Artikulationsmöglichkeiten neue kommunikative, soziale und kulturelle Qualitäten erhalten.
Mit der Entwicklung des Internets zum deliberativen Kulturraum ist ein neuer öffentlicher Raum mit neuen Hoffnungen und Chancen, aber auch Gefahren entstanden.
John Perry Barlow wehrte sich bereits 1996 gegen zunehmende Zensur des Internets mit seinem Internetmanifest „A Declaration of the Independence of Cyberspace“. Er begründet dies mit einer unüberbrückbaren Differenz zwischen althergebrachten Staatssystemen und dem Cyberspace. Diese Differenz beruht auf:
- der Natürlichkeit des Cyberspace – dieser ist gewachsen aus den kollektiven Handlungen seiner Mitglieder und nicht aus Gesetzen
- Virtualität des Cyberspace – ein Ort jenseits territorialer Grenzen
- Körperlosigkeit innerhalb der virtuellen Welt – daher Entzug der klassischen, auf materieller Welt beruhender Rechtsvorstellung
- Definition des Cyberspace als Zivilisation des Geistes – bestehend aus Denken und Kommunikation mit der Notwendigkeit der Freiheit der unreglementierten Meinungsäußerung

Das Internet, mittlerweile neuer (trans-)kultureller Raum, hat teilweise dezentrale, schwer kontrollierbare, teilweise zentralisierte, institutionalisierte und kommerzialisierte Formen von Öffentlichkeit hervorgebracht und avancierte damit zum zentralen Sozialisationsmedium.
Es bietet Raum für die Entstehung spezifisch medialer Subkulturen. Mit den Neuen Medien ist eine Transformation von einer Kultur für alle in eine Kultur durch alle möglich geworden, man spricht auch von Transkulturalität. Menschen können weltweit miteinander in Kontakt treten, ihre eigenen Kulturen mit einbringen, und es entsteht damit eine gegenseitige Beeinflussung dieser, Herkunftskultur und mediale Subkultur überlagern sich. Ein neuer kultureller Begegnungsraum ist entstanden. Die Entscheidung, öffentlich oder privat aufzutreten, obliegt der jeweiligen Person oder Institution.
Davon ausgehend stellen die Autoren die Aspekte des Internets in den vier Orientierungsdimensionen Wissen, Handlung, Grenze, Biographie dar.

## Rezension
Das Konzept der strukturalen Medienbildung wird besonders innerhalb der Medienpädagogik durchaus kritisch diskutiert. In ihrer Rezension bezeichnen Kai-Uwe Hugger und Ilone Cwielong den Einführungsband als „einen wichtigen Diskussionsbeitrag zur theoretisch-konzeptionellen Standortbestimmung der Medienpädagogik“, der einen „tiefergehenden, systematischen Begründungsrahmen“ für den sonst eher unscharf genutzten Begriff der Medienbildung darstellt. Kritisiert wird hier allerdings der fehlende Bezug auf das Verhältnis der Medienbildung zu anderen, etablierten Konzepten der Medienpädagogik wie beispielsweise dem Begriff der Medienkompetenz. Insbesondere diese Gegenüberstellung hat in Teilen der wissenschaftlichen Gemeinschaft offenbar eine Auseinandersetzung provoziert.
Die Rezensenten vermissen auch eine Einbeziehung der professionellen Praxis von Medienpädagogik. Schlussfolgerungen für „konkretes (medien-)pädagogische Handeln mit Kindern, Jugendlichen oder Erwachsenen“ wären demnach nicht zu finden. Ähnliches findet sich auch in der Rezension von Sarah Wüst: sie vermisst „Wissens- und Handlungsbezug“ sowie „prägnante Schlußfolgerungen“.